# Saint-Gaudéric
Saint-Gaudéric település Franciaországban, Aude megyében. Lakosainak száma 108 fő (2022. január 1.). Saint-Gaudéric Malegoude, Sainte-Foi, Escueillens-et-Saint-Just-de-Bélengard, Hounoux, Orsans, Plavilla, Saint-Julien-de-Briola és Seignalens községekkel határos.

## Népesség
A település népessége az elmúlt években az alábbi módon változott:
| Lakosok száma | 58   | 39   | 51   | 69   | 83   | 98   | 115  | 120  | 116  | 108  |
|               | 1968 | 1982 | 1990 | 2006 | 2013 | 2015 | 2017 | 2019 | 2020 | 2022 |